# USS Montana (BB-51)
USS Montana (BB-51) był pancernikiem typu South Dakota, drugim okrętem mającym nosić nazwę pochodzącą od stanu Montana. Jego stępka została położona 1 września 1920 w Mare Island Naval Shipyard. Budowa została wstrzymana 8 lutego 1922 (w tym momencie okręt był zbudowany w 27.6 procentach), a anulowana 17 sierpnia 1923 zgodnie z uzgodnieniami traktatu waszyngtońskiego. Został skreślony z rejestru floty 24 sierpnia 1923, a jego nieskończony kadłub został sprzedany 25 października 1923 z przeznaczeniem złomowania na pochylni.